# 高大复叶耳蕨
高大复叶耳蕨（学名：Arachniodes gigantea）为鳞毛蕨科复叶耳蕨属下的一个种。